# Йоэнсуу, Матти (священник)
Матти Хейкки Сакари Йоэнсуу (4 мая 1915, Янаккала — 17 октября 2003, Хельсинки) — финский лютеранский священник, доктор богословия (1967). Получил степень бакалавра теологии в Хельсинском университете в 1941 году. В том же году рукоположен во священники. Служил капелланом в финской армии. С 1944 года занимался семейным консультированием, помогая молодым семьям. В 1953-65, а также в 1968-78 годах — секретарь церковной комиссии по делам семьи. В 1965-68 годах работал в Женеве директором департамента по делам семьи во Всемирном совете церквей. Им были написаны такие книги, как «Трудный брак» («Vaikea avioliitto»), «Сожительство, брак, семья» («Avoliitto, avioliitto, perhe»), «Дружба и интимные отношения» («Työtoveruus ja intiimisuhteet»), а также мемуары «Женат на семьях» («Perheiden kanssa naimisissa», 1994).